# El otro Cristóbal
Pour plus de détails, voir Fiche technique et Distribution.
El otro Cristóbal, parfois francisé L'Autre Cristobal, est un drame fantastique franco-cubain réalisé par Armand Gatti et sorti en 1963.

## Synopsis
Le dictateur Anastasio se fraie un chemin dans l'au-delà.

## Fiche technique
- Titre original et français : El otro Cristóbal
- Autre titre français : L'Autre Cristobal[1]
- Réalisation : Armand Gatti
- Scénario : Armand Gatti et Eduardo Manet
- Musique : Gilbert Valdes
- Photographie : Henri Alekan, Jean Charvein et Jean Lallier
- Montage : Julio Montelongo
- Société de production : Test Film
- Société de distribution : E.D. Distribution (France)
- Pays :  Cuba et  France
- Genre : Drame fantastique
- Durée : 115 minutes
- Dates de sortie : 
  - France : mai 1963 (Festival de Cannes 1963) ; 18 septembre 2019 (version restaurée)

## Distribution
- Jean Bouise : Cristobal
- Marc Dudicourt : le dictateur Anastasio
- Alden Knight
- Bertina Acevedo
- Pierre Chaussat
- Carlos Ruiz de la Tejera
- José Antonio Rodríguez
- Eduardo Manet
- Agustín Campos
- Testuliano Izaguirre
- Enrique Medina
- José de La Hoz
- Gilda Fernandez
- Alfredo Perojo
- Georgia Gálvez
- Armando Borroto
- Sandra Mirabal
- Adriano Rodríguez
- Eslinda Núñez

## Distinctions
Le film a été présenté en sélection officielle en compétition au Festival de Cannes 1963,.